# Raimon Carrasco
Raimon Carrasco i Azemar (Barcellona, 17 febbraio 1924 – 20 marzo 2022) è stato un imprenditore spagnolo.

## Biografia
Fu il presidente del Futbol Club Barcelona dal 18 dicembre 1977, giorno delle dimissioni di Agustí Montal i Costa, al 1º luglio 1978, quando Josep Lluís Núñez cominciò ufficialmente il suo mandato.
È figlio del politico catalano Manuel Carrasco i Formiguera, giustiziato dalle truppe franchiste nel 1938.
Durante la sua presidenza temporanea il Barcellona vinse una Coppa del Re battendo in finale il Las Palmas per 3-1.